# 小行星7026
小行星7026（英語：7026）是一颗围绕太阳公转的小行星。1993年8月19日，埃莉諾·赫琳在帕洛马山发现了此天体。
这颗小行星的绝对星等为199.9315868271052等。